# Proechimys canicollis
Proechimys canicollis är en däggdjursart som först beskrevs av J. A. Allen 1899.  Proechimys canicollis ingår i släktet Proechimys och familjen lansråttor. IUCN kategoriserar arten globalt som livskraftig. Inga underarter finns listade i Catalogue of Life.
Med en kroppslängd (huvud och bål) av cirka 225 mm är arten medelstor i sitt släkte. I den mjuka pälsen är några 22 till 25 mm långa taggar inblandade. De mjuka håren på ryggen är gulbruna och taggarna är synliga som korta mörka streck på grund av svarta spetsar. Undersidan är nära strupen vit och längre bakåt ljusgrå. De bruna öronen är nästan helt nakna. Även svansen är täckt med hår och den har en svart ovansida samt en köttfärgad undersida.
Denna gnagare förekommer i norra Colombia och nordvästra Venezuela. Den lever i låglandet och i kulliga områden upp till 300 meter över havet. Proechimys canicollis vistas i lövfällande skogar eller vid skogskanter.
Arten är nattaktiv, går främst på marken och lever utanför parningstiden ensam. Den äter frukter, frön och svampar samt några gröna blad och insekter.